# 高校野球ゲーム名称訴訟
高校野球ゲーム名称訴訟（こうこうやきゅうゲームめいしょうそしょう）は、高校野球を題材としたゲームの知的財産においての訴訟。

## 概要
『甲子園』というタイトルの高校野球のゲームで用いられた校名は実在する高校名の1文字目と2文字目を入れ替えたのみで実在する高校名を容易に想起できるものであったが、これは著作物に該当するかと、ゲームソフトのタイトルとなっている甲子園は著作物に該当するかが争点となった。
この裁判で原告である企業は、『甲子園』と『甲子園2』というタイトルのゲームソフトの制作・販売を行ってきた。原告は1992年に『甲子園3』の制作に着手し、これの制作を被告である魔法に委託する業務委託契約を締結した。だが原告は本業が不振であることからゲーム業界から撤退することにして、被告には業務委託契約の打ち切りを申し入れた。だが被告は『甲子園3』の開発を続ける意欲を示したために、原告はタカラに自らの地位を移転することを提案したものの、被告は自らに地位を継承することを希望したため甲子園3は被告より販売された。被告はそれ以降もタイトルに甲子園が入る続編となるソフトを制作して販売し続けた。
裁判での争点は、被告が『甲子園3』と『甲子園4』を制作するに当たって『甲子園2』にかかる物を使用する使用許諾契約に基づいて発生する原告に対しての使用料の支払いが未払いであるために支払うこと、『甲子園V』と『激突甲子園』で使用された校名の著作権は原告に有するため損害賠償および製造販売の差止め、タイトルに含まれる甲子園は原告の著名表示で不正競争防止法に違反するため損害賠償とソフトの製造販売の差止めを求めるとのことであった。
校名の著作権については原告は、ゲームに感情移入をすることができるように学校名に工夫を加えて実在の校名を想起できる名称を作成したため精神的知的活動による創作物である。本件での校名は、プレイヤーがゲームに感情移入してプレイできるため、それ自体が特別の意味を持ち、小説や物語や漫画の題名やキャラクター名のように作品自体が著作物として保護され、それ自体が単独で意味を持つと主張した。対して被告は、本件での校名はほとんどが単に日本に実在する高校名をそのまま利用して、単に1文字目と2文字目の順番を機械的に入れ替えたものであり、各校名を特定するだけの実用的なものに過ぎないから文芸や学術や美術や音楽の範囲に属さない。実在の名称を僅かに加工して利用することは以前から既にありふれたアイデアであるため、校名はこのようなありふれたアイデアを極めて簡易に具現化したものに過ぎないと主張。
甲子園というタイトルの不正競争防止法違反については原告は、以前より原告は甲子園というタイトルでゲームソフトを企画制作して多く販売してきた。原告は全国版の2つのゲーム雑誌に宣伝広告やテレビのコマーシャルを行い、ゲームソフトが新聞記事に取り上げられ、攻略本が発行され、展示会やゲーム雑誌の人気ランキングにも登場した。原告が甲子園という名称の使用を継続してきたため購買者は甲子園の名称を見れば原告の許諾の下に制作販売されてきたソフトを想起して安心感と期待感を抱いて『甲子園V』と『激突甲子園』を購入すると主張。対して被告は、甲子園という語は古くから日本全国で阪神甲子園球場で開催される高校野球を意味する普通名詞として広く用いられているため高校野球の全国大会までも広く指し示すものとなる。甲子園というタイトルには商品の出所を表示する機能を果たさない。10万本強程度が販売されたソフトでは不正競争防止法での著名性を獲得したということはできないと主張。
1999年11月18日に大阪地方裁判所で判決が行われる。著作権とされた校名については、選択や配列に特段の工夫は見られず、その加工方法も極めて簡易でありふれた手法で、表現としての創作性を有すると認めることはできず、著作物とは認められなかった。不正競争防止法違反とされた甲子園というタイトルについては、甲子園というのは高校野球を示す普通名詞として用いられていることに加え、甲子園と甲子園2の販売本数はいずれも10万本台であるため、宣伝広告をされたり雑誌に取り上げられたとしても甲子園の名称が出所を表示するものとして著名となっていると認められないとされた。被告が『甲子園3』と『甲子園4』を開発するに当たっての原告に対して支払う使用料については、一部を請求できるということが認められた。